# Cinóbertapló
A cinóbertapló (Pycnoporus cinnabarinus) az Agaricomycetes osztályának taplóalkatúak (Polyporales) rendjébe, ezen belül a likacsosgombafélék (Polyporaceae) családjába tartozó, az északi féltekén honos, elhalt faágakon élő taplógombafaj.

## Megjelenése
A cinóbertapló termőteste 3-10 széles, 1-2 cm vastag és 2-6 cm-re emelkedik ki a fatörzsből. Alakjuk félkörre vagy legyezőre emlékeztet. Felső oldala ráncolt, rücskös, fiatalon finom, selymes szőrök fedik. Zónázottsága alig észrevehető. Peremük amíg növekedésben van tompa, az idősebb gombánál éles és vékony. Színe élénk narancsszínű vagy narancsvörös, idővel halványabbá válik. Húsa fás, narancsvörös színű, íze és szaga nem jellegzetes.
A kb. 0,5 cm vastag termőréteg 2-6 mm mély, kerek vagy szögletes pórusokból áll (2-4 pórus/mm). Színe sötét narancsvörös. 
Spórapora fehér. Spórái hengeresek vagy kolbász alakúak, simák, méretük 5-6 x 2-2,5 µm.

### Hasonló fajok
A fiatal májgomba felső oldala hasonló színű, de annak termőrétege fehér. 

## Elterjedése és termőhelye
Európában, Észak-Ázsiában és Észak-Amerikában honos. Nyugat-Európában ritka. Magyarországon nem gyakori.
Elsősorban lombos lehulott ágainak faanyagát bontja, bennük fehér korhadást okoz. Ritkán előfordulhat fenyőkön is. Napfénykedvelő tapló, inkább a napfényes tisztásokon és erdőszéleken heverő ágakon, törzseken jelenik meg. Gyakran található együtt a lepketaplóval és a borostás egyrétűtaplóval. Főleg a bükkfát, kisebb mértékben a kőrist vagy a nyírfát kedveli. A légszennyeződésre érzékeny. Új termőtestei nyár végén jelennek meg, néhol áttelelnek és a következő évben is növekednek.

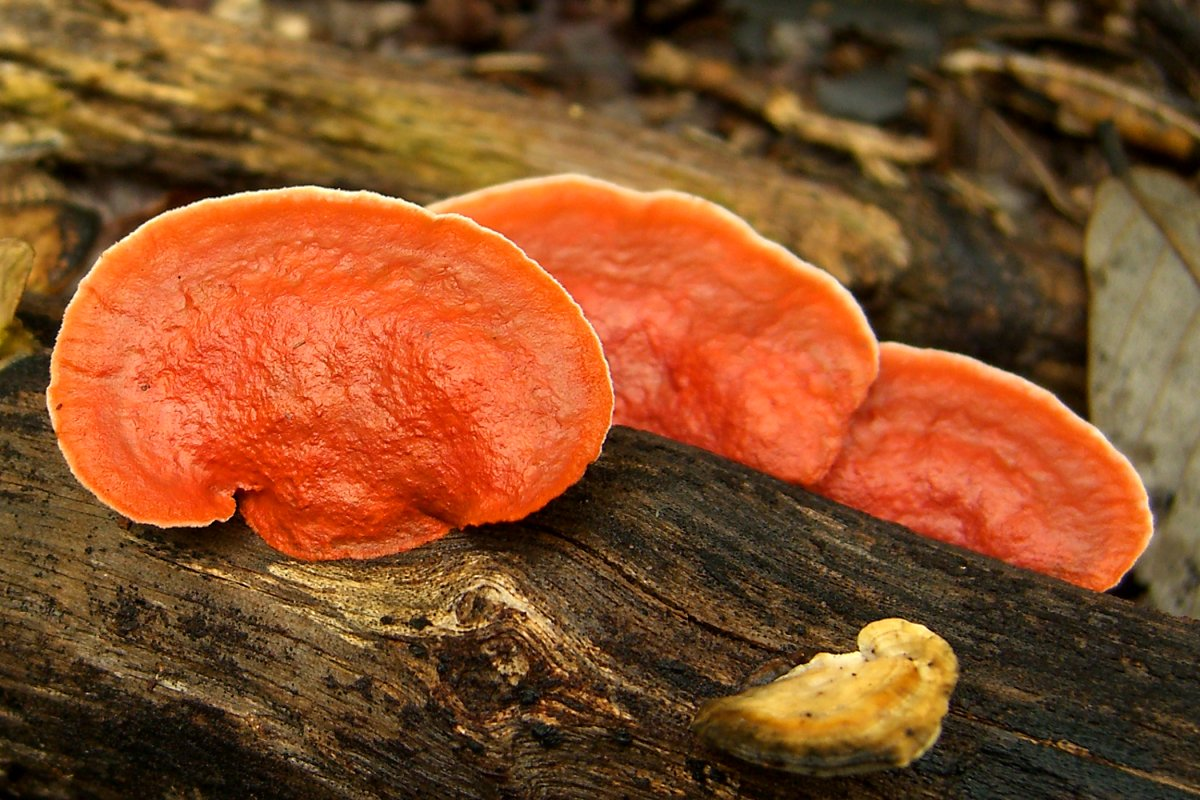
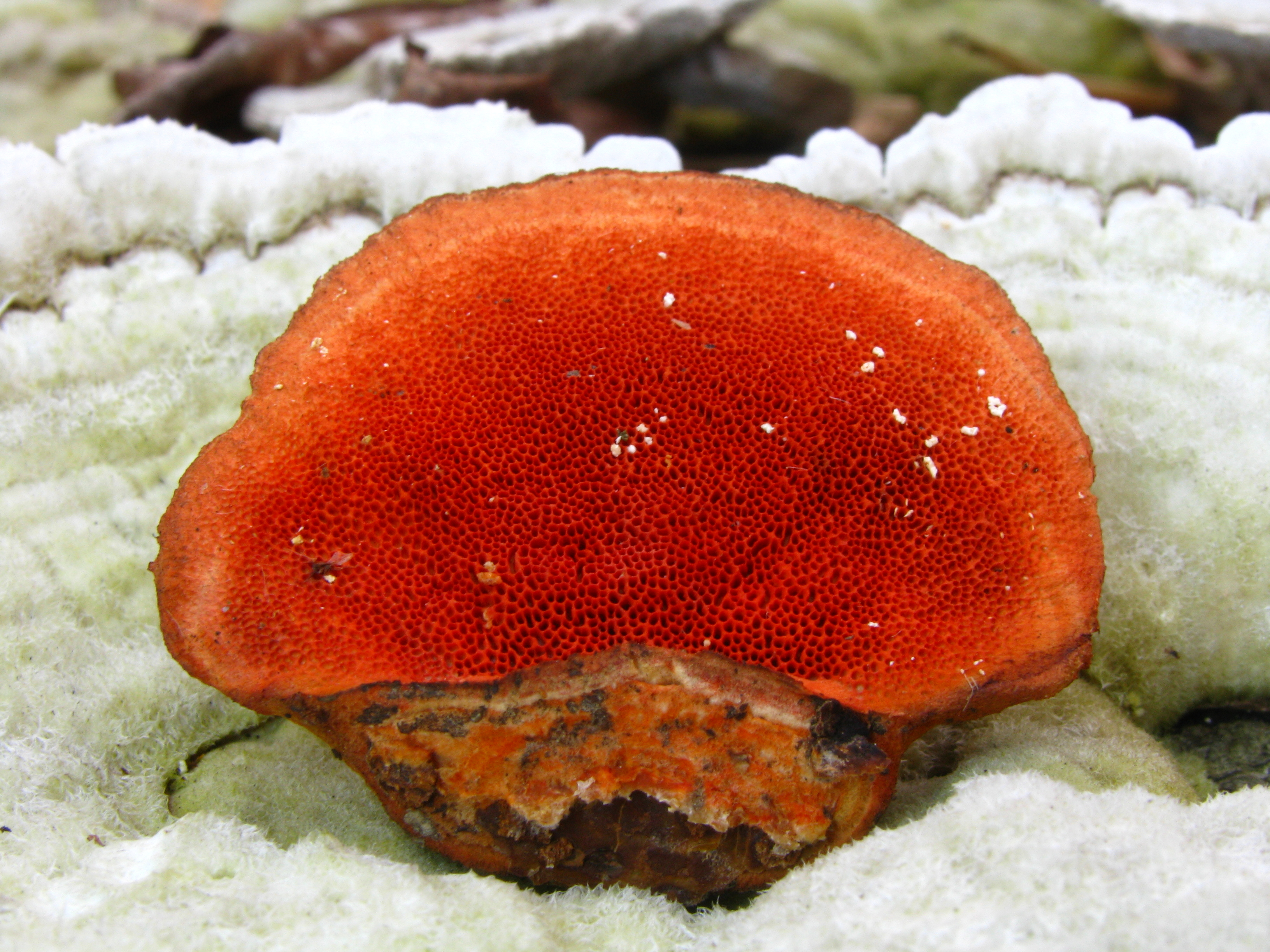
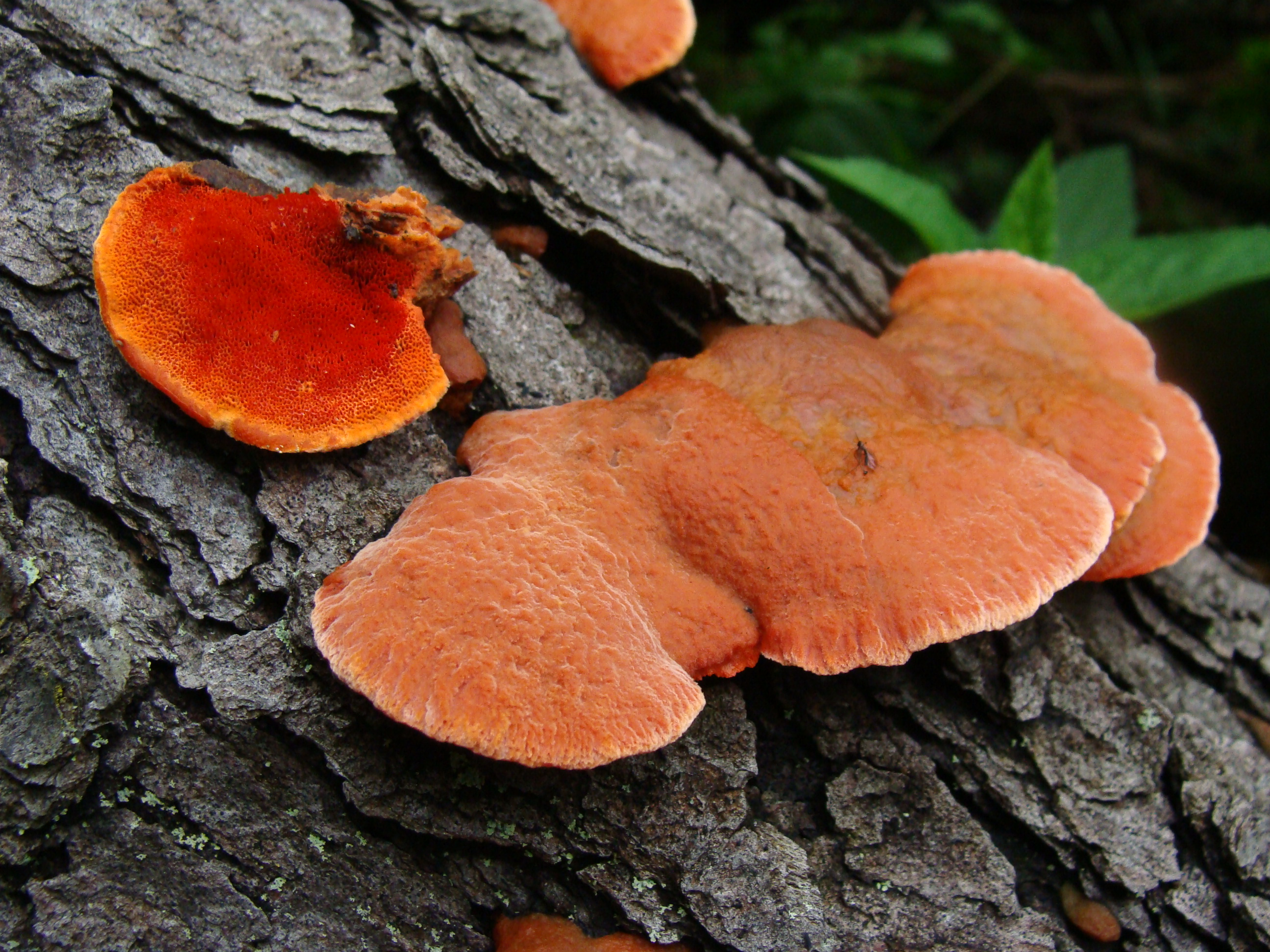
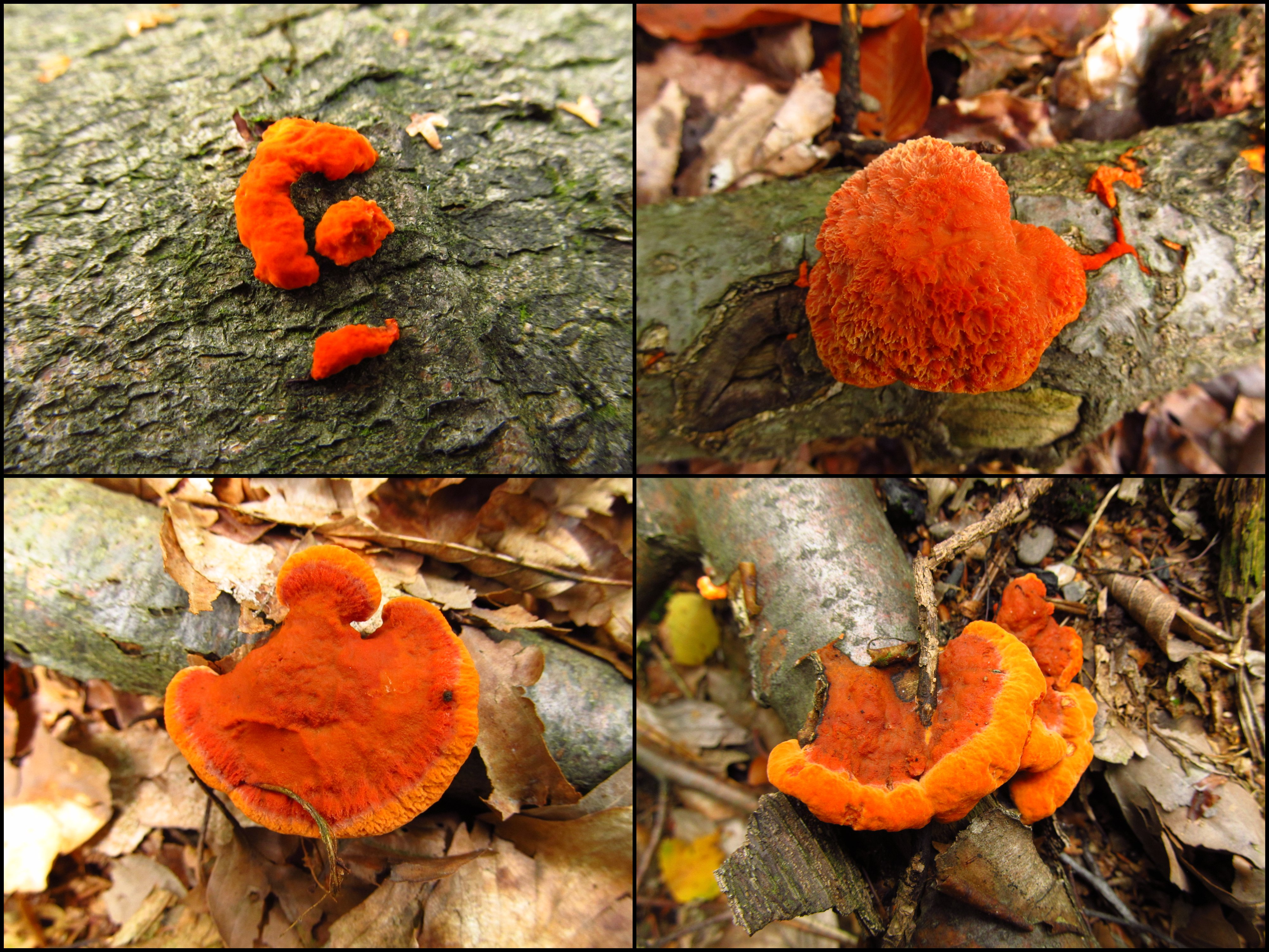
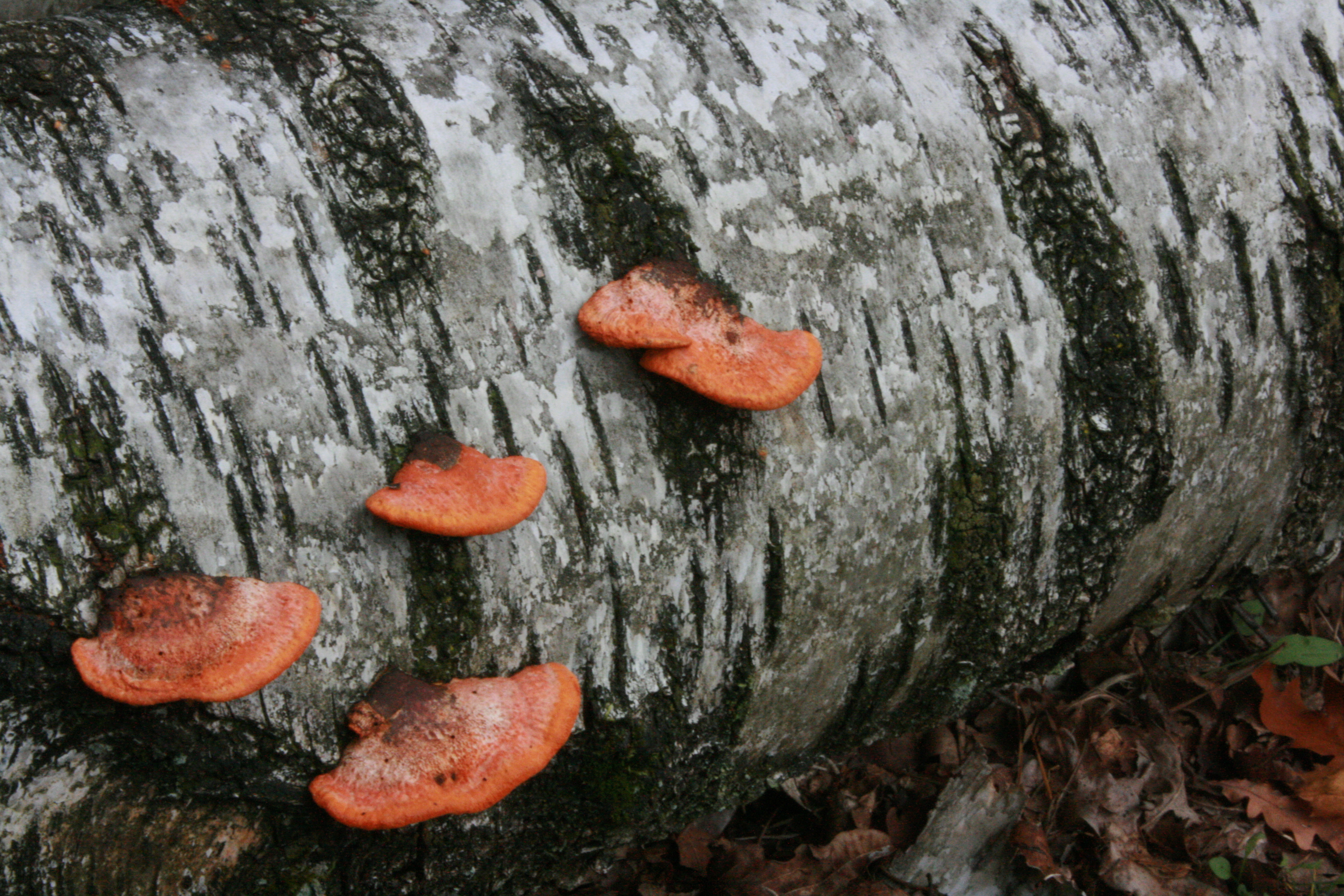

Nem ehető.